# Zwerchfell Verlag
Der Zwerchfell Verlag ist ein Comicverlag mit Sitz in Stuttgart, der 1988 von dem damaligen Fernsehtechniker und Comiczeichner Christian Heesch gegründet wurde.

## Geschichte und Programm

### 1988 bis 2009
Verlegt werden seit der Gründung fast ausschließlich Werke deutscher Comicautoren. Zwerchfell versteht sich als ein Comicverlag, der einerseits neue, aufstrebende Talente fördert und andererseits bereits bekannten Comic-Größen die Möglichkeit gibt, eigene Projekte durchzuführen.
Stilistisch sind die verlegten Comics in den ersten zehn Jahren des Verlagsbestehens hauptsächlich im Bereich des Funnys und Semi-Funnys zu verorten, tendieren allerdings stärker zu Funny-Comics amerikanischer Prägung wie MAD, PANIC oder den Parodien von Fred Hembeck, als zum klassischen frankobelgischen Comic. In den späteren Jahren kamen realistischere Comics hinzu, und auch die erzählerische Bandbreite öffnete sich.
Erste Veröffentlichungen waren die Albenreihe Heroes of the Black Lagoon (von Herod & EmdE) und die Anthologie HIT IT!. Auch die wenigen Lizenzveröffentlichungen des Verlages stammen aus dieser Zeit, so ein Album des Franzosen Martial (Erbsenerwin), Bücher der Finnen Wallu (Chauvinist) und Rauli Nordberg (Redneck). Anfang der neunziger Jahre begann eine produktive Zeit für den Zwerchfell Verlag. Künstler wie Isabel Kreitz (die Ralf-Reihe), Haggi (Die Lösung von Kringeln), Haimo Kinzler (Wüttner, Krigstein) und die Dinter Bros. (Stefan, Jan und Matthias Dinter) (Die kleinen Mutterficker) veröffentlichten ihre Comics beim Verlag. Stephan Katz vom Künstlerpaar Katz & Goldt veröffentlichte seinen Erstling Elektrische Karotte. 1997 stieß Eckart Breitschuh mit der Krimiserie Wanda Caramba hinzu. Seine Frau Lorraine Flack gestaltete die Internetpräsenz des Verlages.
Ab 2000 stießen neue Zeichner zum Verlag. So setzte Naomi Fearn ihre beim Ehapa Verlag begonnene autobiografische Serie Zuckerfisch bei Zwerchfell fort. Zeitgleich erschienen Sascha Thaus Agententhriller Der Kosmopolit: Scum, ein realistisch gezeichneter Comic mit Soundtrack der Band Mörser, und Paul Hoppes Die Schlange, ein All-Ages-Comic ohne Worte. Im Sommer 2003 veranstaltete der Zwerchfell Verlag die „Monsters of Comics“-Tour durch acht Städte der Bundesrepublik, um die neuen Zeichner mit Signierstunden und Partys der Öffentlichkeit zu präsentieren.
Seit 2003 sind weitere junge Zeichner wie Christopher Tauber mit Disco Amore, Katrin Baumgärtner mit MK:Mundkopf und Roggmann & Ferreira mit Daniel & Oleg zum Zwerchfell Verlag gestoßen. Gleichzeitig wurden ältere Reihen wie Krigstein fortgesetzt, während Zuckerfisch, Grimm und Die Kleinen Mutterficker unverändert weiterlaufen.

### 2009 bis 2023
2009 übernahmen Christopher Tauber und Stefan Dinter die Leitung des Verlags.
2014 ging der Verlag erstmals eine Kooperation mit Panini ein. Betroffen waren die beiden zu dem Zeitpunkt laut Eigenaussage erfolgreichsten Titel Die Toten und Das Leben ist kein Ponyhof, welche bedingt durch die Möglichkeiten eines Kleinverlages zu oft nachgedruckt werden mussten und jetzt von Zwerchfell nur noch redaktionell betreut werden.
Anfang Juni 2023 kündigten die Verleger Stefan Dinter und Christopher Tauber an, dass der Verlag seine Aktivitäten weitgehend einstellen werde. Neue Titel werden fast nicht mehr veröffentlicht, nur noch laufende Projekte zu Ende geführt. Die bisher herausgegebenen Comics werden aber weiterhin angeboten. Als Gründe werden das durch gestiegene Preise schwierige Marktumfeld und die sinkende Nachfrage nach vielen Titeln des Verlages genannt, weswegen beide keinen Sinn mehr in der Weiterführung des Verlags sahen.

## Auszeichnungen
Mehrfach erhielten Comicreihen aus dem Programm der Hamburger den ICOM Independent Comic Preis, 1998 gewann der Verlag den Max-und-Moritz-Preis für die beste deutsche Eigenproduktion für Haimo Kinzlers Serie Wüttner. Wittek veröffentlichte seine Serie Bizarr Bazar und wurde bei der vierten Verleihung des ICOM Independent Comic Preises lobend erwähnt. Der Unterverlag Z2, der mit der Serie Intravenös der Nightfall Studios (Düsseldorf) lanciert wurde, wurde nach deren Ende wieder eingestellt. Von der vierteiligen Reihe Held von Felix „Flix“ Görmann erschien lediglich der erste Band, der den ICOM Independent Comic Preis erhielt, beim Zwerchfell Verlag, die Reihe wurde später als Gesamtpaperback beim Carlsen Verlag aufgelegt.
Liste:
- ICOM Independent Comic Preis 1996 für Knurf. Held der Grünen Hölle von Dinter Bros
- Max-und-Moritz-Preis 1998 für Wüttner von Haimo Kinzler
- ICOM Sonderpreis der Jury 2000 für den Zwerchfell Verlag
- ICOM Independent Comic Preis 2001 für Wanda Caramba von Eckart Breitschuh
- ICOM Independent Comic Preis 2002 für GRIMM 3: Fitchers Vogel
- ICOM Independent Comic Preis 2002 für Alte Frauen von Tim Dinter
- ICOM Independent Comic Preis 2003 für Held von Flix
- ICOM Independent Comic Preis 2007 für Zuckerfisch von Naomi Fearn
- ICOM Independent Comic Preis 2009 für Der Schicksalsgnom von Bastian Baier und Robert Mühlich
- ICOM Independent Comic Preis 2011 für Die Toten 1 + 2 von Stefan Dinter und Christopher Tauber
- ICOM Independent Comic Preis 2013 für Mittagspause von Maike Plenzke in Bettgeschichten
- ICOM Sonderpreis der Jury für eine bemerkenswerte Comicpublikation 2015 für Ach, so ist das von Martina Schradi
- ICOM Independent Comic Preis in der Kategorie Herausragendes Szenario 2016 für Die Verwerfung von Lukas Kummer
- ICOM Independent Comic Preis in der Kategorie Bester Independent Comic 2017 für: Survivor Girl von Christopher Tauber, Ingo Römling und Kim Liersch
- ICOM Independent Comic Preis in der Kategorie Herausragendes Szenario 2017 für Dorle von Calle Claus und Olli Ferreira
- ICOM Independent Comic Preis in der Kategorie Bester Independent Comic 2019 für Don't touch it! von Timo Grubing
- ICOM Independent Comic Preis in der Kategorie Herausragendes Artwork 2019 für Das verfluchte Elixier von Veronika Gruhl
- ICOM Independent Comic Preis in der Kategorie Charly-Eiselt-Preis für die beste Publikation eines Newcomers (erstes Album oder Buch) 2019 für Kramer von Natalie Ostermaier
- ICOM Independent Comic Preis in der Kategorie Bester Independent Comic – Verlagsveröffentlichung 2020 für Prinz Gigahertz von Lukas Kummer
- ICOM Independent Comic Preis in der Kategorie Sonderpreis 2020 für Björn Eichenwicht und der immergrüne Wald von Korinna Seidel und Adrian Richter
- ICOM Independent Comic Preis in der Kategorie Bester Independent Comic – Verlagsveröffentlichung 2022 für Murr von Josephine Mark